# Сантьягу (Сезимбра)
Сантья́гу (порт. Santiago) — район (фрегезия) в Португалии, входит в округ Сетубал. Является составной частью муниципалитета Сезимбра. Находится в составе крупной городской агломерации Большой Лиссабон. По старому административному делению входил в провинцию Эштремадура. Входит в экономико-статистический субрегион Полуостров Сетубал, который входит в Лиссабонский регион. Население составляет 5793 человека на 2001 год. Занимает площадь 1,99 км².